# Уорд, Фанни
Фа́нни Уо́рд (англ. Fannie Ward; 22 февраля 1872, Сент-Луис, Миссури — 27 января 1952, Манхэттен, Нью-Йорк) — американская актриса театра, водевилей и немого кино.

## Биография
Фанни Буханан (настоящее имя актрисы) родилась 22 февраля 1872 года в Сент-Луисе (штат Миссури, США). Отца звали Джон, мать Элайза, оба были галантерейщиками; младший брат — Бентон (между 1873 и 1879 — ?).
В 1890 году девушка вопреки воле родителей перебралась в Нью-Йорк, где стала играть в водевилях. В 1894 году она отправилась на гастроли в Лондон. Впечатлённые критики сравнивали молодую актрису с известной Мод Адамс. В 1898 году Фанни Уорд (такой сценический псевдоним она себе взяла) начала встречаться со своим будущим мужем, богатым торговцем бриллиантами, который попросил её перестать выступать. В 1900 году пара поженилась. К 1905 году её муж разорился, поэтому, чтобы прокормить семью, Уорд снова вышла на сцену. Она успешно выступала на Бродвее до 1914 года, а затем решила попробовать себя в кино, приняв приглашение известного режиссёра и продюсера Сесила Демилля. За пять лет в кино Уорд снялась в 26 картинах (в 15 из них вместе с мужем, Джеком Дином). Несмотря на возраст, ей удавалось выглядеть «вечно молодой» (некоторые источники даже указывают год рождения актрисы как 1887, а не 1872, но это представляется крайне спорным утверждением). Используя этот свой дар, в 1926 году она открыла в Париже салон красоты «Источник вечной молодости».
21 января 1952 года у 79-летней Уорд, находившейся в своей квартире на Парк-авеню, случился инсульт. Её без сознания только через несколько часов обнаружил сосед. Женщина была доставлена в больницу «Леннокс-Хилл», где она и скончалась спустя шесть дней, не выходя из комы.

### Личная жизнь
Фанни Уорд была замужем дважды:
1. Джо Льюис, успешный британский торговец бриллиантами, полностью разорившийся к 1905 году. Брак заключён в 1900 году, 14 января 1913 года последовал развод.
2. Джек Дин (1874—1950), малоизвестный американский актёр театра и кино[4]. Брак заключён в январе 1916 года и продолжался 34 года до самой его смерти. Детей у пары не было.

У Уорд была дочь, Дороти Мэйбл Льюис (1900—1938) от внебрачной связи с маркизом Лондондерри Чарльзом Вейн-Темпест-Стюартом (1878—1949). Первым зятем Уорд в 1918—1920 годах был племянник известного бизнесмена Барни Барнато капитан Джек Барнато (скончался от пневмонии вскоре после свадьбы). Вторым зятем с 1922 по 1938 год был барон Теренс Планкет (он и дочь Уорд погибли в авиакатастрофе над Калифорнией в феврале 1938 года).
Внуки Уорд:
- Барон Патрик Планкет (1923—1975)
- Барон Робин Планкет (1925—2013)
- Достопочтенный Шон Планкет (после 1925 — ?)

## Избранная фильмография
- 1915 — Замужество Китти[англ.] / The Marriage of Kitty — Катерина «Китти» Силвертон
- 1915 — Обман / The Cheat — Эдит Харди
- 1916 — Компаньон Теннесси[англ.] / Tennessee's Pardner — Теннесси
- 1916 — Для защиты[англ.] / For the Defense — Фидель Роже
- 1916 — ? / A Gutter Magdalene — Мэйда Кэррингтон
- 1916 — Каждая жемчужина — слеза[англ.] / Each Pearl a Tear — Диана Уинстон
- 1916 — Колдовство[англ.] / Witchcraft — Сюзетта
- 1916 — Годы саранчи[англ.] / The Years of the Locust — Лоррейн Рот
- 1917 — Выигрыш Салли Темпл[англ.] / The Winning of Sally Temple — Салли Темпл
- 1917 — Школа для мужей[англ.] / A School for Husbands — леди Бетти Мэннерс
- 1917 — Хрустальный зритель[англ.] / The Crystal Gazer — Роуз Джоргенсен / Роуз Кит / Норма Дуган
- 1917 — На уровне[англ.] / On the Level — Мерлин Уорнер, она же Мексикали Мэй
- 1918 — Жёлтый билет[англ.] / The Yellow Ticket — Анна Миррел
- 1919 — Обыкновенная глина[англ.] / Common Clay — Эллен Нил

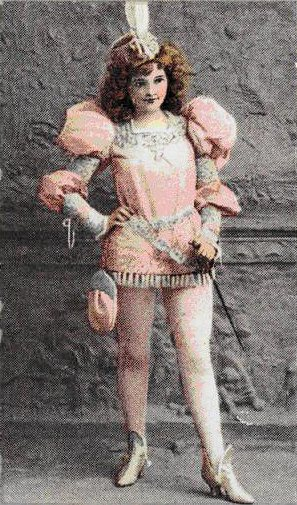
Между 1884 и 1890 гг.
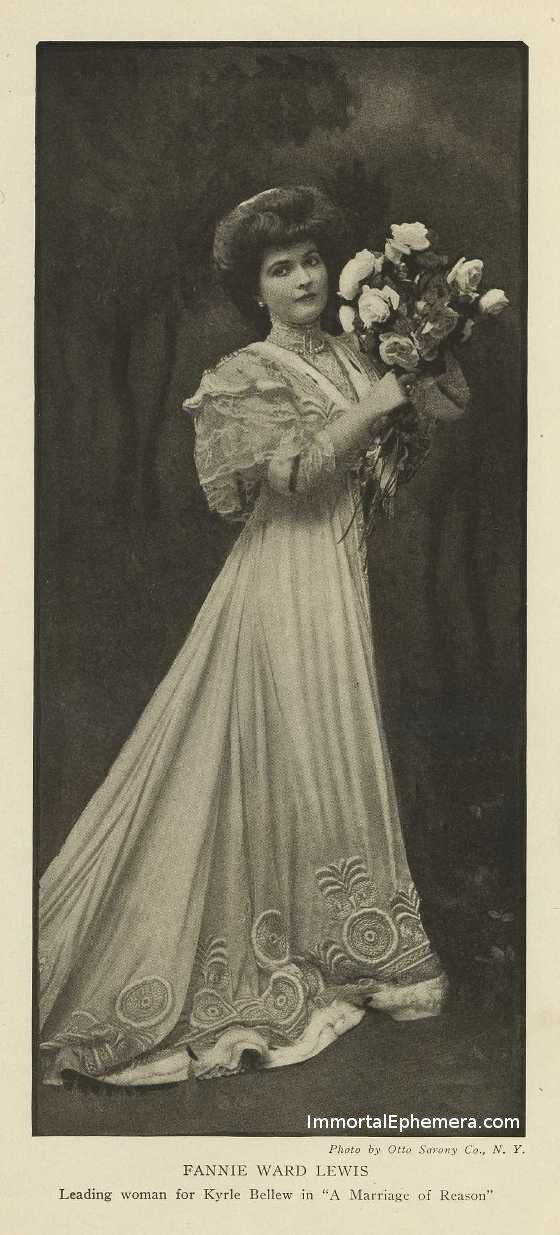
В журнале The Burr McIntosh Monthly за июль 1907 г.
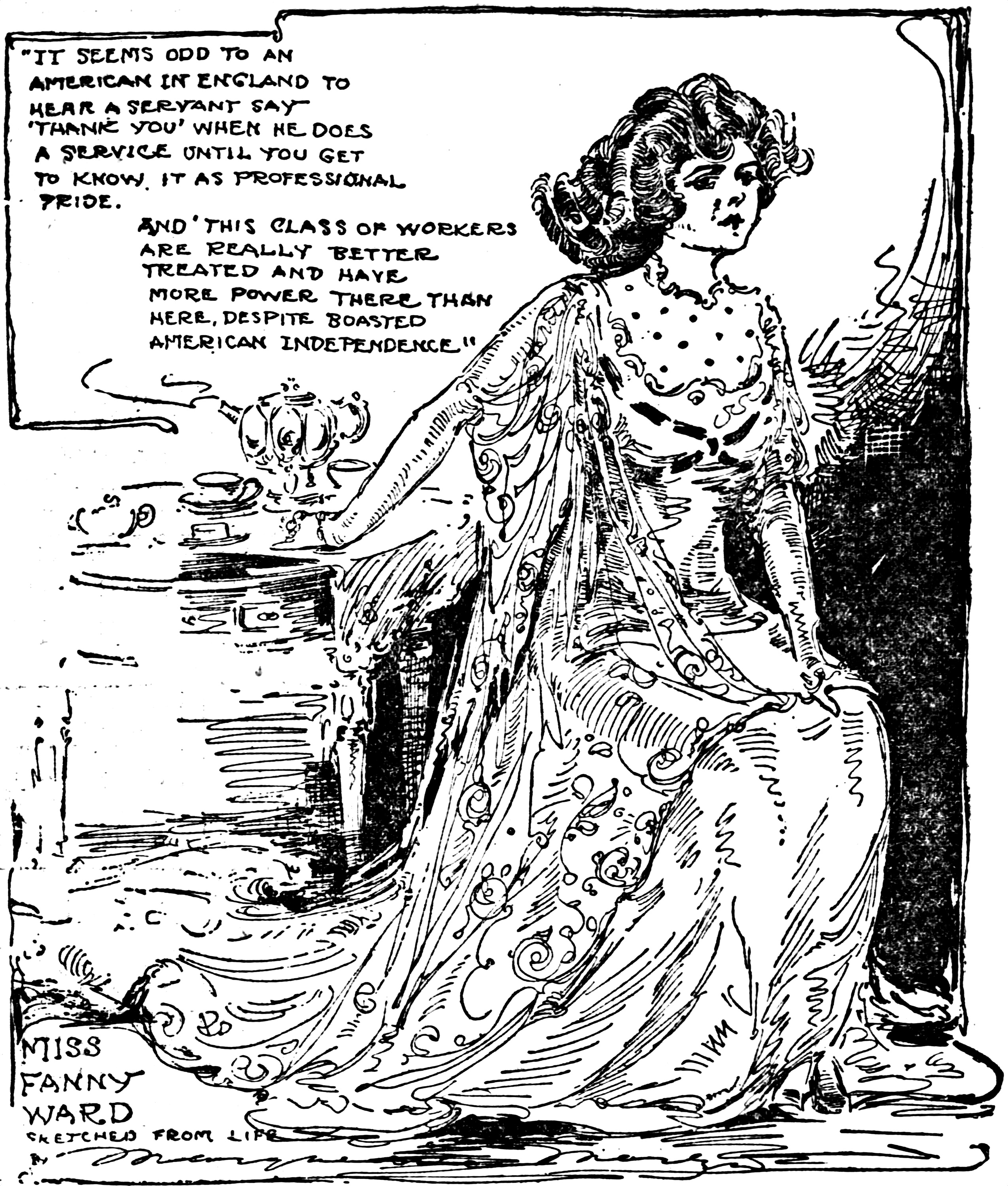
Скетч журналистки Маргерит Мартин, 1909 г.
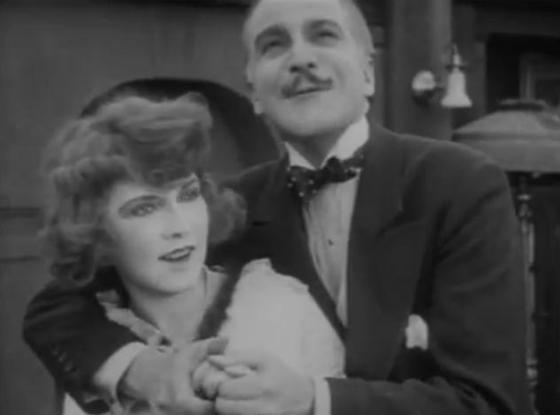
Со своим будущим мужем, Джеком Дином, в фильме «Обман» (1915)
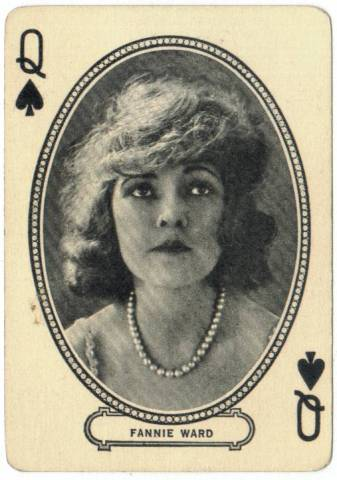
На сувенирных игральных картах, 1916 г.
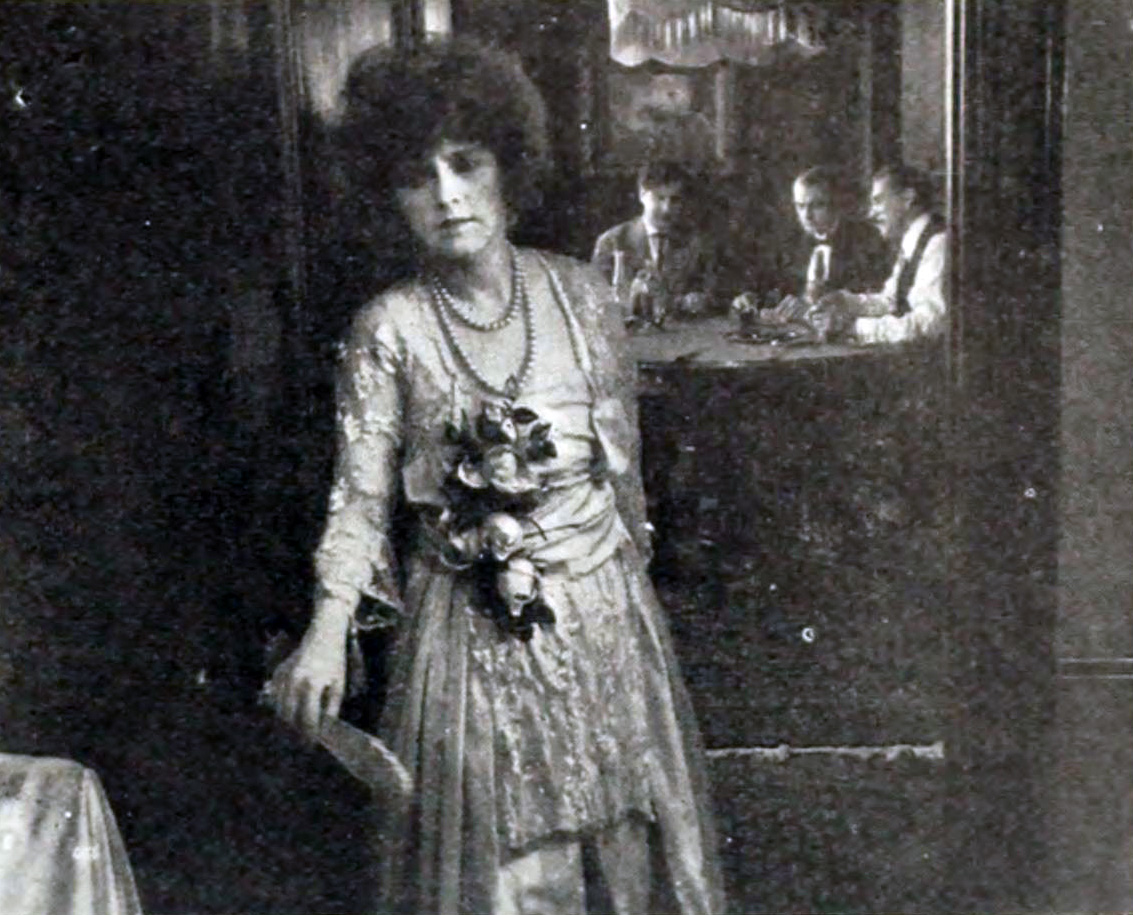
В фильме A Gutter Magdalene (1916)
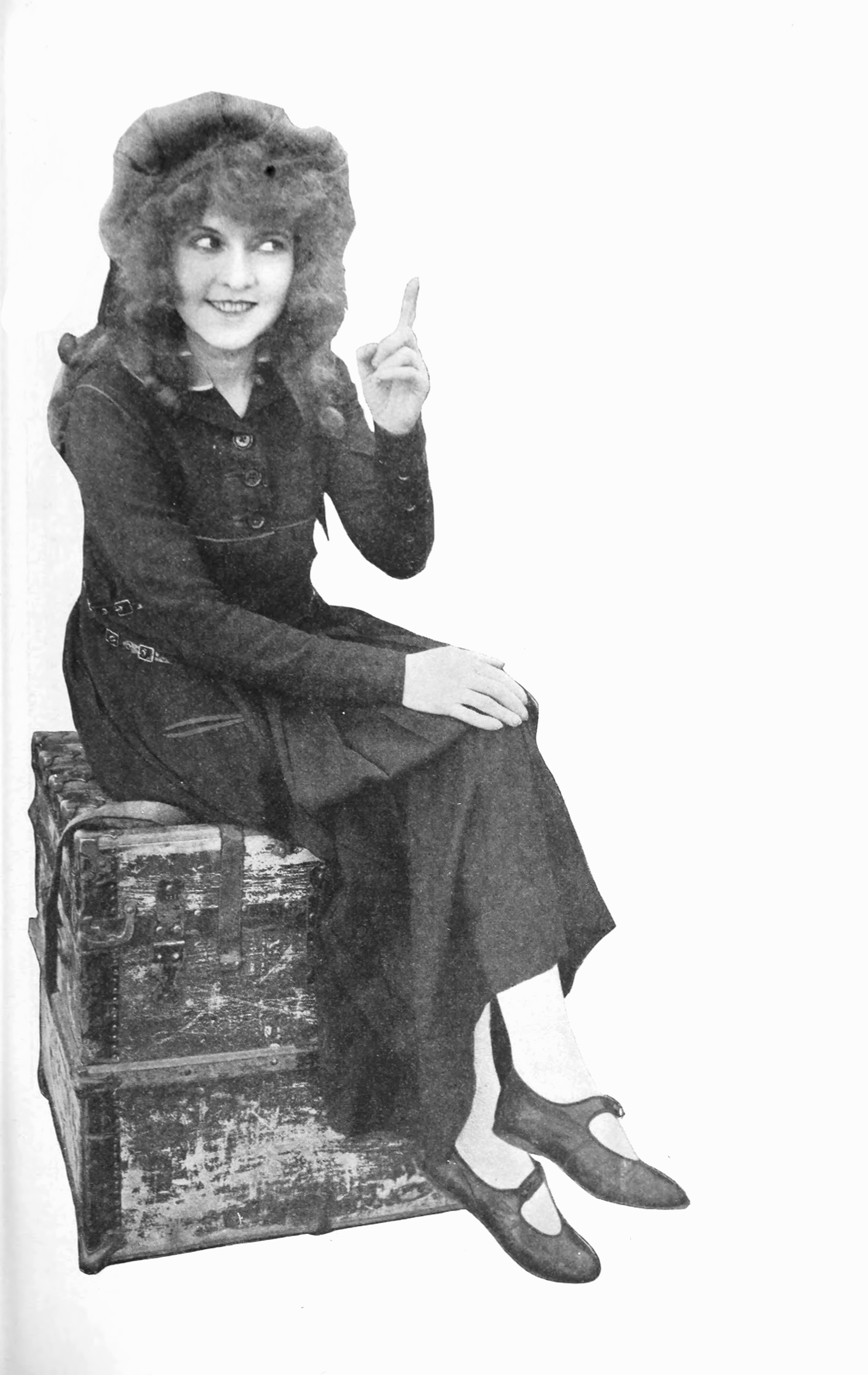
В журнале Photoplay за июль 1916 г.
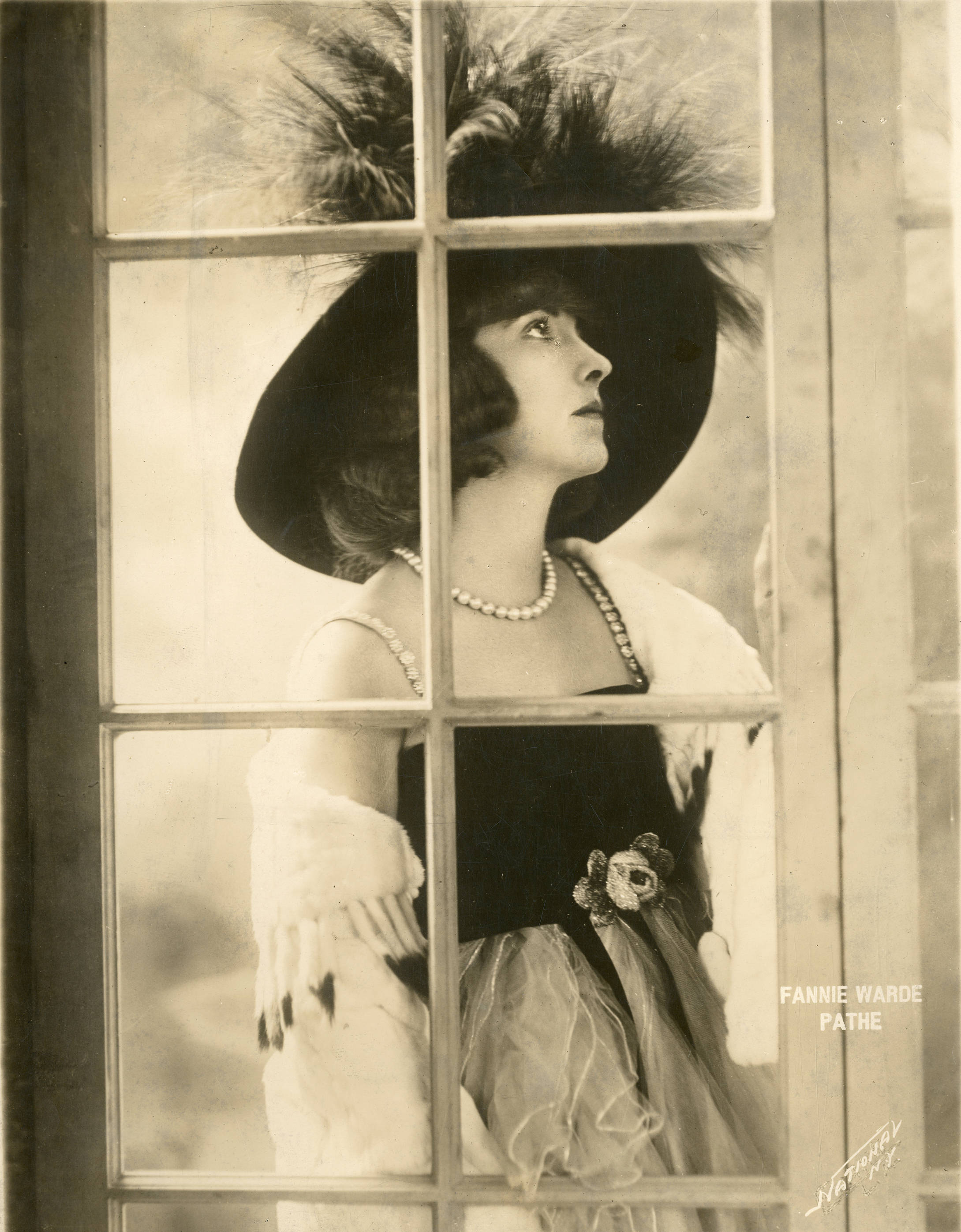
Фото 1918 г.
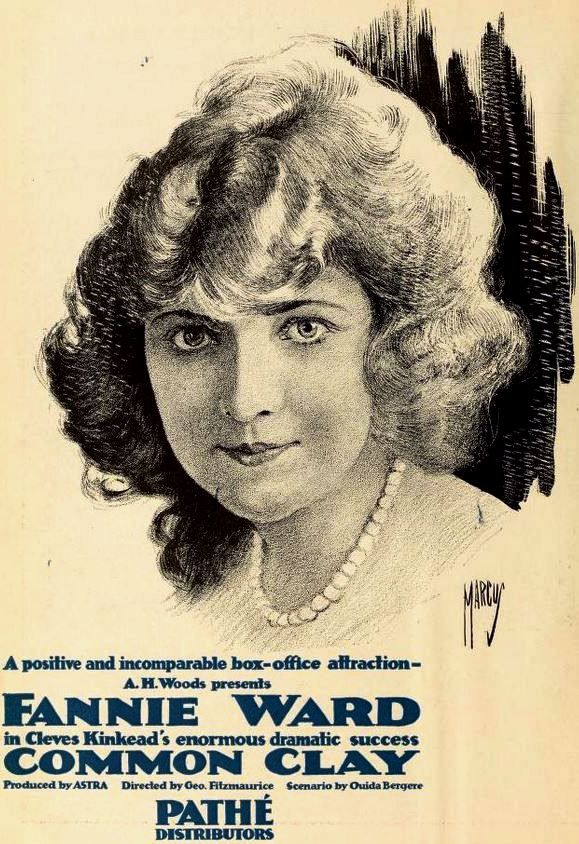
Реклама фильма «Обыкновенная глина» (1919)
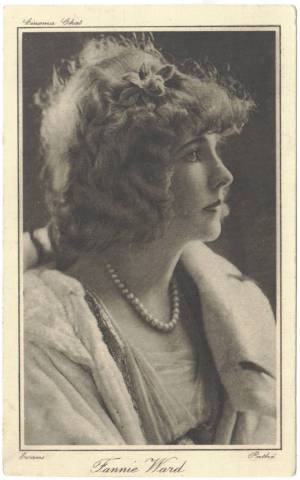
Фото 1920 г.
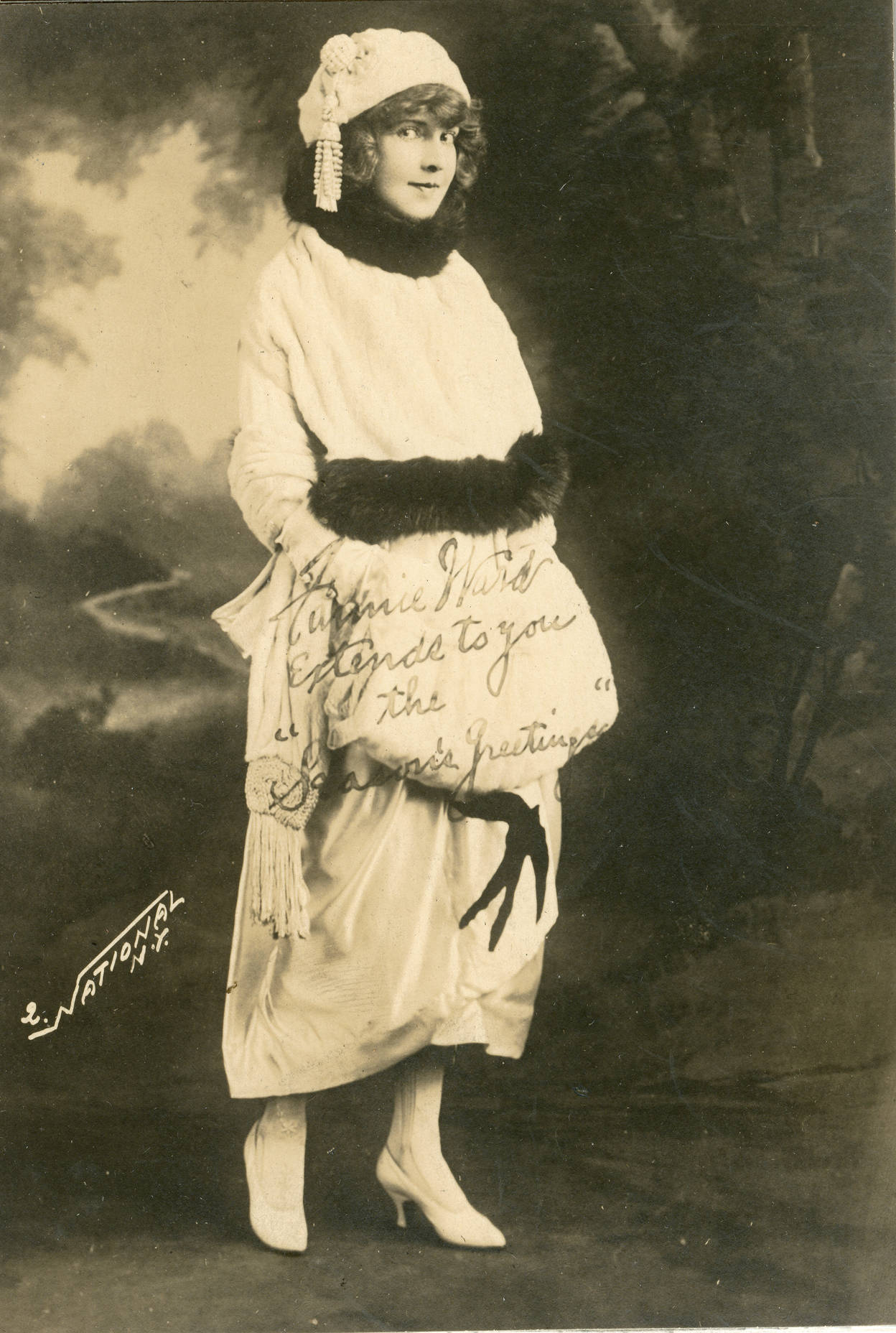
Фото 1924 г.
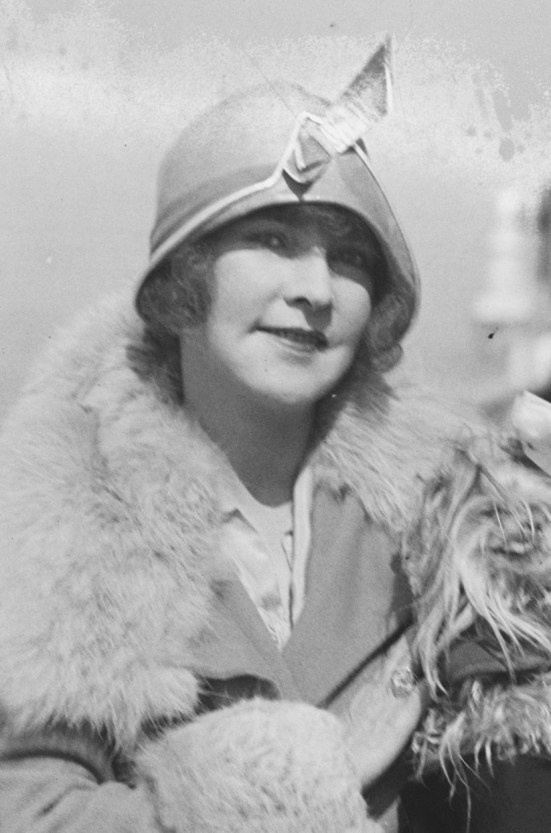
Фото 1925 г.